# Широка (балка)
Широ́ка — балка в Україні, в межах Синельниківського району Дніпропетровської області. Ліва притока Кам'янки (басейн Дніпра).

## Опис
Довжина 13 км, площа водозбірного басейну 68,3 км². Похил річки 2,9 м/км. Долина трапецієподібна. Річище слабозвивисте. Влітку часто пересихає. Споруджено декілька ставків. Використовується на сільськогосподарські потреби.

## Розташування
Широка бере початок на північ від села Новопавлівка. Тече переважно на захід. Впадає до Кам'янки на південь від села Тарасівка.